# Anke Syring
Anke Syring (* 26. November 1944 als Anne Kathrein  Stegmüller in München) ist eine deutsche Schauspielerin und Autorin.

## Leben
Nach dem Abitur absolvierte Syring ein Schauspielstudium in München. In dieser Zeit bekam sie auch ihre ersten Rollen beim Theater, sie spielte u. a. in München, Wien und Berlin, außerdem machte sie eine Lehre in Tiefdruckretusche, Grafik und Layout. Sie war auch immer wieder in Film- und Fernsehproduktionen zu sehen. Nebenbei war sie über viele Jahre als Dozentin für Theaterpädagogik an der sozialpädagogischen Akademie in München tätig und widmete sich dem Puppenbau und -spiel. Mit Schatten über dem See verfasste sie einen Kriminalroman. Heute lebt sie als freischaffende Künstlerin.

## Werke
- Schatten über dem See – Kriminalroman, erschienen im Emons-Verlag

## Filmografie
- 1968: Zieh dich aus, Puppe
- 1968: Frau Wirtin hat auch einen Grafen
- 1969: Pudelnackt in Oberbayern
- 1969: Das ausschweifende Leben des Marquis de Sade
- 1969: Ehepaar sucht gleichgesinntes
- 1971: Wie sag ich’s meinem Kinde?
- 1972: Die dressierte Frau
- 1973: Der Fluch der schwarzen Schwestern
- 1973: Geheimtechniken der Sexualität
- 1974: Bibi-Lustreport einer Frühreifen
- 1976: Schulmädchen-Report. 10. Teil: Irgendwann fängt jede an
- 1980: Die Undankbare (Fernsehfilm)
- 1981: Herbstromanze
- 1982: Ehen vor Gericht (Fernsehserie, 1 Folge)
- 1988: Derrick (Krimireihe, Folge: Die Stimme)
- 1992: Forsthaus Falkenau (Fernsehserie. 1 Folge)
- 1993: SOKO München (Fernsehserie, 1 Folge)